# Pycnogonum daguilarensis
Pycnogonum daguilarensis är en havsspindelart som beskrevs av Bamber, R.N. 1997. Pycnogonum daguilarensis ingår i släktet Pycnogonum och familjen Pycnogonidae. Inga underarter finns listade i Catalogue of Life.